# São Bartolomeu (Coimbra)
São Bartolomeu is een plaats (freguesia) in de Portugese gemeente Coimbra en telt 856 inwoners (2001).